# Tim Bogert
John Voorhis 'Tim' Bogert III (New York, 27 augustus 1944 - 13 januari 2021) was een Amerikaanse rockzanger en -bassist. Hij studeerde in 1963 af aan de Ridgefield Memorial High School in zijn geboorteplaats. Als basgitarist en zanger is hij vooral bekend om zijn krachtige vocale vaardigheden en zijn snelle runs, vloeiende behendigheid en baanbrekend geluid op zijn Fender Precision Bass. Hij was een van de pioniers die vervormingen met zijn bas toepaste om hem te helpen door de mix te snijden met de zwakke versterkers van zijn tijd, die er ook een zeer scherpgerand geluid aan gaven. Hij werkte regelmatig samen met drummer Carmine Appice. Het duo verscheen in bands als Vanilla Fudge, Cactus en het powertrio Beck, Bogert & Appice.

## Biografie
Vanilla Fudge werd gevormd samen met Mark Stein, Vince Martell en Carmine Appice. Ze namen vijf albums op in de jaren 1967-1969, voordat ze in 1970 uit elkaar gingen. De band is door de jaren heen in verschillende samenstellingen herenigd. In 1970 vormde Bogert de rockband Cactus met drummer Carmine Appice, gitarist Jim McCarty en Rusty Day en speelde hij met gitarist Jeff Beck, nadat de tweede Jeff Beck Group in 1972 was ontbonden en hij uiteindelijk eind 1972 lid werd van het powertrio Beck, Bogert & Appice. Als lid van de Jeff Beck Group toerde hij van januari 1972 tot januari 1974 door Europa, Japan en de Verenigde Staten. Eind 1975 speelde hij basgitaar op Bo Diddleys allstar-album The 20th Anniversary of Rock 'n' Roll.
Bogert sloot zich vervolgens aan bij Bobby & the Midnites, een muzikaal zijproject bestaande uit gitarist en zanger Bob Weir van Grateful Dead. Ondanks dat hij met de band toerde, vertrok Bogert voordat hun gelijknamige album werd uitgebracht en werd hij vervangen door Alphonso Johnson. Hij trad vervolgens toe tot de Britse band Boxer en speelde op hun laatste album Absolutely in 1977. Hij schreef mee aan drie nummers op dit album. Het album en de daaropvolgende tournee werden koel ontvangen en de band werd in 1978 ontbonden. In 1981 toerde Bogert met gitarist Rick Derringer en bracht hij het album Progressions uit. Hij nam in 1983 zijn tweede album Master's Brew en in 1984 Mystery with Vanilla Fudge op. In 1981 werd Bogert lid van de faculteit van het Musicians Institute in Hollywood. In 1993 werkte hij samen met de Japanse gitarist Pata en nam hij het album Pata op.
Begin 1999 erkende The Hollywood Rock Walk of Fame de bijdrage van Tim Bogert aan de rockgeschiedenis. Dat jaar werkte hij samen met Appice en Char om door Japan te reizen met de formatie CB&A met een livealbum, dat het volgende jaar werd uitgebracht. Later in 1999 werkte Bogert met Triality en Shelter Me. In 2000 vormden Bogert en Carmine Appice het powertrio DBA met Rick Derringer en toerde hij met Vanilla Fudge.
In 2008 besloot Bogert met pensioen te gaan, maar in 2009 sloot hij zich aan bij het bluesrock trio Blues Mobile Band en nam hij Blues Without Borders (2009) op, in Los Angeles. In 2010 nam Bogert, met Mike Onesko op gitaar en zang en Emery Ceo op drums (beiden van de Blindside Blues Band), Big Electric Cream Jam op, een live eerbetoon aan Cream, live in The Beachland Ballroom Euclid Ohio. Begin 2014 voegde Bogert zich bij de hardrockband Hollywood Monsters, waar hij speelde op het album Big Trouble (op drie nummers) dat in 2014 werd uitgebracht bij Mausoleum Records. Op het album speelden Steph Honde (zang en gitaar), Vinny Appice (drums), Don Airey (keyboards) en Paul Di'Anno (zang op de bonustrack).
- Bibliothèque nationale de France: cb139413648 (data)
- Gemeinsame Normdatei: 135218543
- International Standard Name Identifier: 0000 0000 7366 6445
- Library of Congress Control Number: n91030660
- MusicBrainz: 8cbc1c01-c727-40e8-8ef8-0351a18387bc
- Nationale Bibliotheek van Tsjechië: xx0176796
- Istituto Centrale per il Catalogo Unico: UBOV870223
- Virtual International Authority File: 66656063
- WorldCat: E39PBJtMtbTM9dfkTg7mTQgqcP